# Beatriz Pacheco d'Ascalana
Beatriz Pacheco d'Ascalana (em castelhano:  Beátrix; c. 1520/1510 — 1555) foi condessa d'Entremont como esposa de Sebastião de Montbel, e mãe de Jaqueline Montbel d'Entremont, segunda esposa do líder huguenote Gaspar II de Coligny.

## Família
Beatriz era filha de João, conde de Cifuentes e duque de Ascalana, um descendente de João Pacheco da Silva, um pajem português que serviu ao Príncipe das Astúrias por volta de 1440, batalhou com distinção na Batalha de Olmedo, e foi feito duque de Ascalana pelo rei de Castela e Leão.  Sua mãe era Ana Coldemario Barrietos. 

Os seus avós paternos eram Afonso de Silva e Acuña, Conde de Cifuentes 
e Beatriz Pacheco Alfón de Ludeña.  
Os seus avós maternos eram Gabriel Coldemario e Ana Barrietos.

## Biografia
Beatriz foi a madrinha de honra da rainha Leonor da Áustria, no seu segundo casamento com Francisco I de França, em 1530. O seu primeiro marido foi  falecido rei Manuel I de Portugal.  
Leonor levou consigo suas damas de companhia e cortesãos espanhóis para o Palácio do Louvre - uma delas era Beatriz. Luísa de Montmorency, condessa de Coligny e mãe de Gaspar II de Coligny, também vivia no Palácio na mesma época. Outra dama de companhia da rainha era Diana de Poitiers, esposa de Luís de Brézé, e futura amante do rei Henrique II de França. 

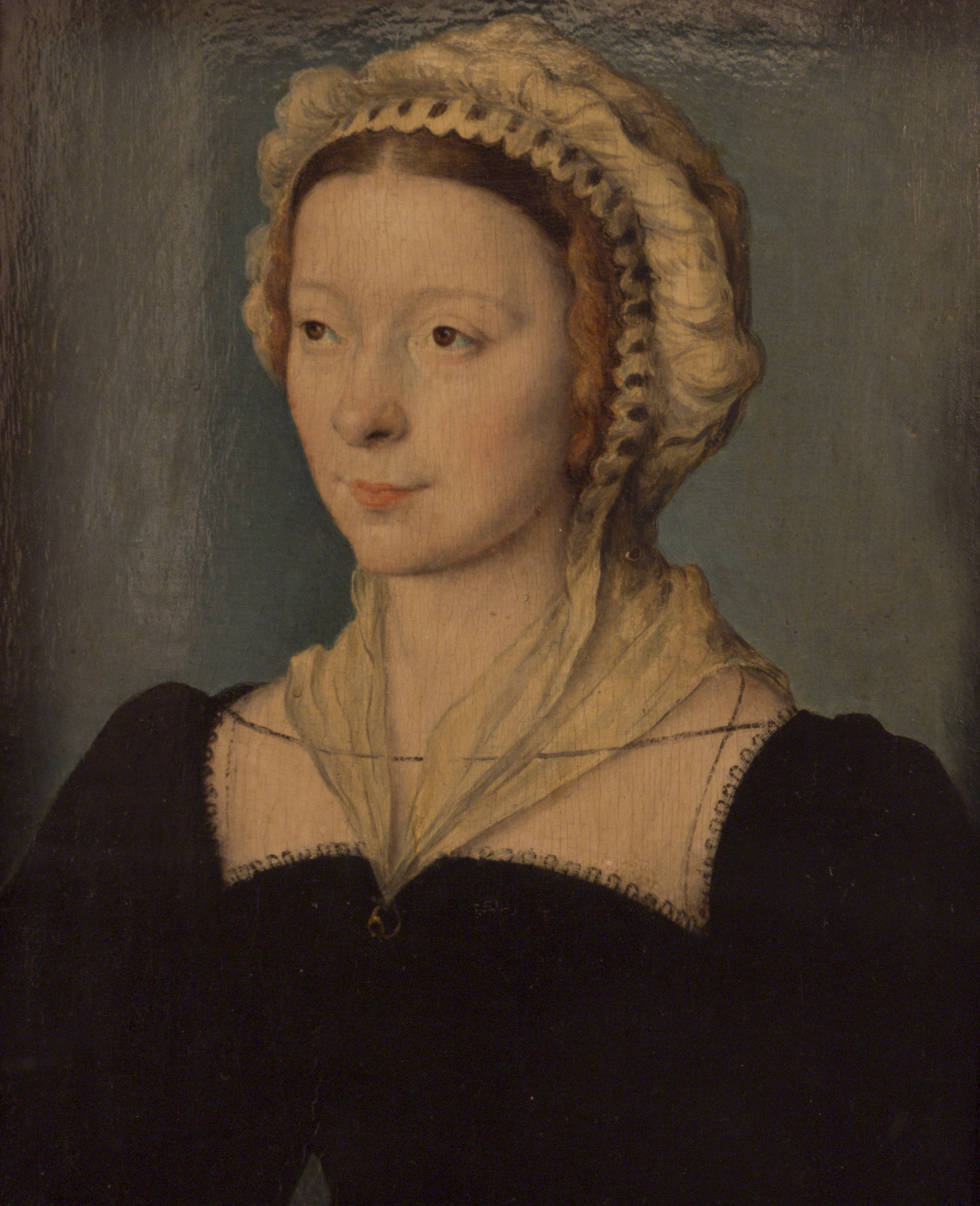
Retrato pintado por Corneille de Lyon, datado de 1533, na coleção do Palácio de Versalhes.

Após o Ducado de Saboia ter sido ocupado pelas tropas francesas em 1536, os senhores de Saboia foram convidados à corte. Carlos III, Duque de Saboia adoeceu e foi forçado ao exílio em Nice, obrigando os senhores à abandonar Turim, e ir se encontrar com o rei Francisco I. Um deles era Sebastião, conde de Entremont e Montbel, senhor de Montellier, Natage e Saint-Maurice. 
Foi em Paris que ele conheceu Beatriz, e com quem se casou em Le Chesnay, , na data de 17 de setembro de 1539, na presença do Delfim, que viria a se tornar Henrique II. Outros presentes na cerimônia também foram: Jean de Menthon, Philibert de Gilly e Luísa de Montmorency. 
Eles apenas tiveram uma filha, Jaqueline, nascida em 1521, em Paris, que cresceu no Palácio do Louvre até os 6 anos de idade. 
Quando Francisco I morreu em 1547, a rainha viúva Leonor se refugiou nos Países Baixos Espanhóis, lar de sua irmã Maria, Governadora dos Países Baixos. Beatriz e Jaqueline seguiram a rainha, e Jaqueline permaneceu na corte real de Bruxelas até os seus 16 anos, quando foi escolhida para ser madrinha de honra da princesa Margarida de Valois, irmã de Henrique II, futura duquesa consorte de Saboia. 
Assim, Jaqueline retornou ao Louvre em 1557, enquanto que sua mãe se mudou para o Castelo de Saint-André, em Briord, em Bugey. 
Beatriz faleceu com cerca de 35 anos, em 1555.
Um desenho de Beatriz por Jean Clouet encontra-se na coleção do Museu Condé. 

## Descendência
- Jaqueline de Montbel d'Entremont (16 de fevereiro de 1541 - 17 de dezembro de 1599), foi primeiramente casada com Cláudio de Bastarnay, conte de Bouchage, sobrinho de Diane de Poitiers, sendo favorecido por sua mãe, Beatriz. Ela adotou um filho, Claúdio Antônio Mius. Ironicamente, a morte de seu primeiro marido na Batalha de Saint-Denis ocorreu pelas forças protestantes lideradas por Gaspar II de Coligny, [6] que tornou-se o segundo marido de Jaqueline. Ela teve uma filha com ele, Beatriz, Condessa d'Entremont. Viúva, teve um caso com o duque de Saboia, e dele teve uma filhada chamada Margarida, que foi adotada por Cassandra, condessa de None, irmã de André Provana de Leyni, um militar e diplomata do Ducado de Saboia.